# ميخائيل تومسون (لاعب كرة قدم أمريكية)
ميخائيل تومسون (بالإنجليزية: Michael Thompson)‏ هو لاعب كرة قدم أمريكية أمريكي، ولد في 11 فبراير 1977 في سافانا في الولايات المتحدة.

## وصلات خارجية
- ميخائيل تومسون على موقع مرجع كرة القدم المحترفة.كوم (الإنجليزية)